# Просте омега функције
У теорији бројева, просте омега функције {\displaystyle \omega (n)} и {\displaystyle \Omega (n)} броје просте факторе природног броја {\displaystyle n.} Број различитих простих фактора додељује се функцији {\displaystyle \omega (n)} (мала омега), док {\displaystyle \Omega (n)} (велика омега) броји укупан број простих фактора са вишеструкошћу (погледати аритметичка функција). То јест, ако имамо просту факторизацију броја {\displaystyle n} у облику {\displaystyle n=p_{1}^{\alpha _{1}}p_{2}^{\alpha _{2}}\cdots p_{k}^{\alpha _{k}}} за различите просте бројеве {\displaystyle p_{i}} ({\displaystyle 1\leq i\leq k}), онда су просте омега функције дате са {\displaystyle \omega (n)=k} и {\displaystyle \Omega (n)=\alpha _{1}+\alpha _{2}+\cdots +\alpha _{k}}. Ове функције за бројање простих фактора имају многе важне релације у теорији бројева.

## Особине и релације
Функција {\displaystyle \omega (n)} је адитивна, а {\displaystyle \Omega (n)} је потпуно адитивна. Мала омега има формулу
{\displaystyle \omega (n)=\sum _{p\mid n}1,}
где нотација p|n означава да се сума узима преко свих простих бројева p који деле n, без вишеструкости. На пример, {\displaystyle \omega (12)=\omega (2^{2}\cdot 3)=2}.
Велика омега има формуле
{\displaystyle \Omega (n)=\sum _{p^{\alpha }\mid n}1=\sum _{p^{\alpha }\parallel n}\alpha .}
Нотација pα|n означава да се сума узима преко свих степена простих бројева pα који деле n, док pα||n означава да се сума узима преко свих степена простих бројева pα који деле n тако да је n / pα узајамно прост са pα. На пример, {\displaystyle \Omega (12)=\Omega (2^{2}\cdot 3^{1})=3}.
Омега функције су повезане неједнакостима ω(n) ≤ Ω(n) и 2ω(n) ≤ d(n) ≤ 2Ω(n), где је d(n) функција броја делитеља. Ако је Ω(n) = ω(n), онда је n безквадратни број и повезан је са Мебијусовом функцијом преко
{\displaystyle \mu (n)=(-1)^{\omega (n)}=(-1)^{\Omega (n)}.}
Ако је {\displaystyle \omega (n)=1}, онда је {\displaystyle n} степен простог броја, а ако је {\displaystyle \Omega (n)=1}, онда је {\displaystyle n} прост број.
Асимптотски ред за просечан ред функције {\displaystyle \omega (n)} је 
{\displaystyle {\frac {1}{n}}\sum \limits _{k=1}^{n}\omega (k)\sim \log \log n+B_{1}+\sum _{k\geq 1}\left(\sum _{j=0}^{k-1}{\frac {\gamma _{j}}{j!}}-1\right){\frac {(k-1)!}{(\log n)^{k}}},}
где је {\displaystyle B_{1}\approx 0.26149721} Мертенсова константа, а {\displaystyle \gamma _{j}} су Стилтјесове константе.
Функција {\displaystyle \omega (n)} је повезана са сумама делитеља преко Мебијусове функције и делитељске функције, укључујући:
{\displaystyle \sum _{d\mid n}|\mu (d)|=2^{\omega (n)}} је број унитарних делитеља. (секвенца A034444 у )
{\displaystyle \sum _{d\mid n}|\mu (d)|k^{\omega (d)}=(k+1)^{\omega (n)}}
{\displaystyle \sum _{r\mid n}2^{\omega (r)}=d(n^{2})}
{\displaystyle \sum _{r\mid n}2^{\omega (r)}d\left({\frac {n}{r}}\right)=d^{2}(n)}
{\displaystyle \sum _{d\mid n}(-1)^{\omega (d)}=\prod \limits _{p^{\alpha }||n}(1-\alpha )}
{\displaystyle \sum _{\stackrel {1\leq k\leq m}{(k,m)=1}}\gcd(k^{2}-1,m_{1})\gcd(k^{2}-1,m_{2})=\varphi (n)\sum _{\stackrel {d_{1}\mid m_{1}}{d_{2}\mid m_{2}}}\varphi (\gcd(d_{1},d_{2}))2^{\omega (\operatorname {lcm} (d_{1},d_{2}))},\ m_{1},m_{2}{\text{ непарни}},m=\operatorname {lcm} (m_{1},m_{2})}
{\displaystyle \sum _{\stackrel {1\leq k\leq n}{\operatorname {gcd} (k,m)=1}}\!\!\!\!1=n{\frac {\varphi (m)}{m}}+O\left(2^{\omega (m)}\right)}
Карактеристична функција простих бројева може се изразити конволуцијом са Мебијусовом функцијом:
{\displaystyle \chi _{\mathbb {P} }(n)=(\mu \ast \omega )(n)=\sum _{d|n}\omega (d)\mu (n/d).}
Тачан идентитет за {\displaystyle \omega (n)} повезан са партицијама дат је са 
{\displaystyle \omega (n)=\log _{2}\left[\sum _{k=1}^{n}\sum _{j=1}^{k}\left(\sum _{d\mid k}\sum _{i=1}^{d}p(d-ji)\right)s_{n,k}\cdot |\mu (j)|\right],}
где је {\displaystyle p(n)} партициона функција, {\displaystyle \mu (n)} је Мебијусова функција, а троугаони низ {\displaystyle s_{n,k}} се проширује као
{\displaystyle s_{n,k}=[q^{n}](q;q)_{\infty }{\frac {q^{k}}{1-q^{k}}}=s_{o}(n,k)-s_{e}(n,k),}
у терминима бесконачног q-Покхамеровог симбола и ограничених партиционих функција {\displaystyle s_{o/e}(n,k)} које респективно означавају број појављивања броја {\displaystyle k} у свим партицијама броја {\displaystyle n} на непаран (паран) број различитих делова.

## Наставак на комплексну раван
Пронађен је наставак функције {\displaystyle \omega (n)}, иако није аналитичан свуда. Имајте на уму да се користи нормализована {\displaystyle \operatorname {sinc} } функција {\displaystyle \operatorname {sinc} (x)={\frac {\sin(\pi x)}{\pi x}}}.
{\displaystyle \omega (z)=\log _{2}\left(\sum _{n=1}^{\lceil Re(z)\rceil }\operatorname {sinc} \left(\prod _{m=1}^{\lceil Re(z)\rceil +1}\left(n^{2}+n-mz\right)\right)\right)}
Ово је блиско повезано са следећим партиционим идентитетом. Размотримо партиције облика
{\displaystyle a={\frac {2}{c}}+{\frac {4}{c}}+\ldots +{\frac {2(b-1)}{c}}+{\frac {2b}{c}}}
где су {\displaystyle a}, {\displaystyle b}, и {\displaystyle c} позитивни цели бројеви, и {\displaystyle a>b>c}. Број партиција је тада дат са {\displaystyle 2^{\omega (a)}-2}. 

## Просечан ред и суматорне функције
Просечан ред и функције {\displaystyle \omega (n)} и {\displaystyle \Omega (n)} је {\displaystyle \log \log n}. Када је {\displaystyle n} прост број, доња граница вредности функције је {\displaystyle \omega (n)=1}. Слично томе, ако је {\displaystyle n} приморијал, функција је велика као
{\displaystyle \omega (n)\sim {\frac {\log n}{\log \log n}}}
у просечном реду. Када је {\displaystyle n} степен двојке, онда је {\displaystyle \Omega (n)=\log _{2}(n).}
Асимптотике за суматорне функције над {\displaystyle \omega (n)}, {\displaystyle \Omega (n)}, и степенима {\displaystyle \omega (n)} су респективно
{\displaystyle {\begin{aligned}\sum _{n\leq x}\omega (n)&=x\log \log x+B_{1}x+o(x)\\\sum _{n\leq x}\Omega (n)&=x\log \log x+B_{2}x+o(x)\\\sum _{n\leq x}\omega (n)^{2}&=x(\log \log x)^{2}+O(x\log \log x)\\\sum _{n\leq x}\omega (n)^{k}&=x(\log \log x)^{k}+O(x(\log \log x)^{k-1}),k\in \mathbb {Z} ^{+},\end{aligned}}}
где је {\displaystyle B_{1}\approx 0.2614972128} Мертенсова константа, а константа {\displaystyle B_{2}} је дефинисана са
{\displaystyle B_{2}=B_{1}+\sum _{p{\text{ прост}}}{\frac {1}{p(p-1)}}\approx 1.0345061758.}
Сума броја унитарних делитеља је
{\displaystyle \sum _{n\leq x}2^{\omega (n)}=(x\log x)/\zeta (2)+O(x)} (секвенца A064608 у )
Друге суме које повезују две варијанте простих омега функција укључују 
{\displaystyle \sum _{n\leq x}\left\{\Omega (n)-\omega (n)\right\}=O(x),}
и
{\displaystyle \#\left\{n\leq x:\Omega (n)-\omega (n)>{\sqrt {\log \log x}}\right\}=O\left({\frac {x}{(\log \log x)^{1/2}}}\right).}

### Пример I: Модификована суматорна функција
У овом примеру предлажемо варијанту суматорних функција {\displaystyle S_{\omega }(x):=\sum _{n\leq x}\omega (n)} процењених у горенаведеним резултатима за довољно велико {\displaystyle x}. Затим доказујемо асимптотску формулу за раст ове модификоване суматорне функције изведену из асимптотске процене {\displaystyle S_{\omega }(x)} дате у формулама у главном под-одељку овог чланка.
Да будемо потпуно прецизни, нека је суматорна функција са непарним индексима дефинисана као
{\displaystyle S_{\operatorname {odd} }(x):=\sum _{n\leq x}\omega (n)[n{\text{ је непаран}}],}
где {\displaystyle [\cdot ]} означава Ајверсонову заграду. Тада имамо да је
{\displaystyle S_{\operatorname {odd} }(x)={\frac {x}{2}}\log \log x+{\frac {(2B_{1}-1)x}{4}}+\left\{{\frac {x}{4}}\right\}-\left[x\equiv 2,3{\bmod {4}}\right]+O\left({\frac {x}{\log x}}\right).}
Доказ овог резултата следи прво из запажања да
{\displaystyle \omega (2n)={\begin{cases}\omega (n)+1,&{\text{ако је }}n{\text{ непаран; }}\\\omega (n),&{\text{ако је }}n{\text{ паран,}}\end{cases}}}
а затим применом асимптотског резултата из Хардија и Рајта за суматорну функцију над {\displaystyle \omega (n)}, означену са {\displaystyle S_{\omega }(x):=\sum _{n\leq x}\omega (n)}, у следећем облику:
{\displaystyle {\begin{aligned}S_{\omega }(x)&=S_{\operatorname {odd} }(x)+\sum _{n\leq \left\lfloor {\frac {x}{2}}\right\rfloor }\omega (2n)\\&=S_{\operatorname {odd} }(x)+\sum _{n\leq \left\lfloor {\frac {x}{4}}\right\rfloor }\left(\omega (4n)+\omega (4n+2)\right)\\&=S_{\operatorname {odd} }(x)+\sum _{n\leq \left\lfloor {\frac {x}{4}}\right\rfloor }\left(\omega (2n)+\omega (2n+1)+1\right)\\&=S_{\operatorname {odd} }(x)+S_{\omega }\left(\left\lfloor {\frac {x}{2}}\right\rfloor \right)+\left\lfloor {\frac {x}{4}}\right\rfloor .\end{aligned}}}

### Пример II: Суматорне функције за факторијелске моменте функцијеω(n)
Прорачуни проширени у поглављу 22.11 Хардија и Рајта дају асимптотске процене за суматорну функцију
{\displaystyle \omega (n)\left\{\omega (n)-1\right\},}
процењујући производ ове две компонентне омега функције као
{\displaystyle \omega (n)\left\{\omega (n)-1\right\}=\sum _{\stackrel {pq\mid n}{\stackrel {p\neq q}{p,q{\text{ прости}}}}}1=\sum _{\stackrel {pq\mid n}{p,q{\text{ прости}}}}1-\sum _{\stackrel {p^{2}\mid n}{p{\text{ прост}}}}1.}
Слично можемо израчунати асимптотске формуле у општијем случају за повезане суматорне функције над такозваним факторијелским моментима функције {\displaystyle \omega (n)}.

## Дирихлеови редови
Познат Дирихлеов ред који укључује {\displaystyle \omega (n)} и Риманову зета-функцију дат је са
{\displaystyle \sum _{n\geq 1}{\frac {2^{\omega (n)}}{n^{s}}}={\frac {\zeta ^{2}(s)}{\zeta (2s)}},\ \Re (s)>1.}
Такође можемо видети да је
{\displaystyle \sum _{n\geq 1}{\frac {z^{\omega (n)}}{n^{s}}}=\prod _{p}\left(1+{\frac {z}{p^{s}-1}}\right),|z|<2,\Re (s)>1,}
{\displaystyle \sum _{n\geq 1}{\frac {z^{\Omega (n)}}{n^{s}}}=\prod _{p}\left(1-{\frac {z}{p^{s}}}\right)^{-1},|z|<2,\Re (s)>1,}
Функција {\displaystyle \Omega (n)} је потпуно адитивна, док је {\displaystyle \omega (n)} строго адитивна (адитивна). Сада можемо доказати кратку лему у следећем облику, која имплицира тачне формуле за развоје Дирихлеових редова над {\displaystyle \omega (n)} и {\displaystyle \Omega (n)}:
Лема. Претпоставимо да је {\displaystyle f} строго адитивна аритметичка функција дефинисана тако да су њене вредности на степенима простих бројева дате са {\displaystyle f(p^{\alpha }):=f_{0}(p,\alpha )}, тј. {\displaystyle f(p_{1}^{\alpha _{1}}\cdots p_{k}^{\alpha _{k}})=f_{0}(p_{1},\alpha _{1})+\cdots +f_{0}(p_{k},\alpha _{k})} за различите просте бројеве {\displaystyle p_{i}} и експоненте {\displaystyle \alpha _{i}\geq 1}. Дирихлеов ред функције {\displaystyle f} се развија као
{\displaystyle \sum _{n\geq 1}{\frac {f(n)}{n^{s}}}=\zeta (s)\times \sum _{p{\text{ прост}}}(1-p^{-s})\cdot \sum _{n\geq 1}f_{0}(p,n)p^{-ns},\Re (s)>\min(1,\sigma _{f}).}
Доказ. Можемо видети да је
{\displaystyle \sum _{n\geq 1}{\frac {u^{f(n)}}{n^{s}}}=\prod _{p{\text{ прост}}}\left(1+\sum _{n\geq 1}u^{f_{0}(p,n)}p^{-ns}\right).}
Ово имплицира да је
{\displaystyle {\begin{aligned}\sum _{n\geq 1}{\frac {f(n)}{n^{s}}}&={\frac {d}{du}}\left[\prod _{p{\text{ прост}}}\left(1+\sum _{n\geq 1}u^{f_{0}(p,n)}p^{-ns}\right)\right]{\Biggr |}_{u=1}=\prod _{p}\left(1+\sum _{n\geq 1}p^{-ns}\right)\times \sum _{p}{\frac {\sum _{n\geq 1}f_{0}(p,n)p^{-ns}}{1+\sum _{n\geq 1}p^{-ns}}}\\&=\zeta (s)\times \sum _{p{\text{ прост}}}(1-p^{-s})\cdot \sum _{n\geq 1}f_{0}(p,n)p^{-ns},\end{aligned}}}
где год одговарајући редови и производи конвергирају. У последњој једначини, користили смо Ојлеров производ за Риманову зета-функцију.
Лема имплицира да за {\displaystyle \Re (s)>1},
{\displaystyle {\begin{aligned}D_{\omega }(s)&:=\sum _{n\geq 1}{\frac {\omega (n)}{n^{s}}}=\zeta (s)P(s)\\&\ =\zeta (s)\times \sum _{n\geq 1}{\frac {\mu (n)}{n}}\log \zeta (ns)\\D_{\Omega }(s)&:=\sum _{n\geq 1}{\frac {\Omega (n)}{n^{s}}}=\zeta (s)\times \sum _{n\geq 1}P(ns)\\&\ =\zeta (s)\times \sum _{n\geq 1}{\frac {\phi (n)}{n}}\log \zeta (ns)\\D_{h}(s)&:=\sum _{n\geq 1}{\frac {h(n)}{n^{s}}}=\zeta (s)\log \zeta (s)\\&\ =\zeta (s)\times \sum _{n\geq 1}{\frac {\varepsilon (n)}{n}}\log \zeta (ns),\end{aligned}}}
где је {\displaystyle P(s)} проста зета-функција, {\displaystyle h(n)=\sum _{p^{k}|n}{\frac {1}{k}}=\sum _{p^{k}||n}{H_{k}}} где је {\displaystyle H_{k}} {\displaystyle k}-ти хармонијски број, а {\displaystyle \varepsilon } је идентитет за Дирихлеову конволуцију, {\displaystyle \varepsilon (n)=\lfloor {\frac {1}{n}}\rfloor }.

## Расподела разлике простих омега функција
Расподела различитих целобројних вредности разлика {\displaystyle \Omega (n)-\omega (n)} је регуларна у поређењу са полу-случајним својствима компонентних функција. За {\displaystyle k\geq 0}, дефинишимо
{\displaystyle N_{k}(x):=\#(\{n\in \mathbb {Z} ^{+}:\Omega (n)-\omega (n)=k\}\cap [1,x]).}
Ове кардиналности имају одговарајући низ граничних густина {\displaystyle d_{k}} тако да за {\displaystyle x\geq 2}
{\displaystyle N_{k}(x)=d_{k}\cdot x+O\left(\left({\frac {3}{4}}\right)^{k}{\sqrt {x}}(\log x)^{\frac {4}{3}}\right).}
Ове густине су генерисане производима над простим бројевима
{\displaystyle \sum _{k\geq 0}d_{k}\cdot z^{k}=\prod _{p}\left(1-{\frac {1}{p}}\right)\left(1+{\frac {1}{p-z}}\right).}
Са апсолутном константом {\displaystyle {\hat {c}}:={\frac {1}{4}}\times \prod _{p>2}\left(1-{\frac {1}{(p-1)^{2}}}\right)^{-1}},
густине {\displaystyle d_{k}} задовољавају
{\displaystyle d_{k}={\hat {c}}\cdot 2^{-k}+O(5^{-k}).}
Упоредити са дефиницијом производа над простим бројевима дефинисаном у последњем одељку  у вези са Ердеш-Кацовом теоремом.